# Collegium Musicum (Görlitz)
Das Collegium Musicum in Görlitz war eine Musikvereinigung, die Mitte des 17. Jahrhunderts existierte. Sie bestand größtenteils aus Görlitzer Ratsmitgliedern.

## Geschichte
Nach dem Ende des Convivium Musicum war das Collegium Musicum der chronologisch zweite Musikverein in Görlitz. In der Zwischenzeit war gemeinschaftliches Musizieren wegen des Dreißigjährigen Krieges nicht möglich gewesen. Das Collegium Musicum entstand nicht zuletzt auf Wirken des Andreas Hammerschmidt, der einer Gruppe von Musikern, die er Musikfreunde nannte, seit 1642 musikalische Widmungen zukommen ließ. Im März 1647 und am 29. September 1658 besuchte er die Musikgruppe persönlich. Der erste Nachweis der Bezeichnung als Collegium Musicum stammt aus dem Jahr 1649. Auch gilt die Vereinigung von diesem Zeitpunkt an wegen ihrer Größe von elf Mitgliedern als Institution.
Während das Convivium Musicum als Vereinigung auch häufig der Trinkerei diente, ist das Collegium Musicum eher als professionellere musikalische Institution einzuordnen.
Unter den Mitgliedern des Collegium Musicum und des Convivium Musicum bestanden teils verwandtschaftliche Verbindungen.
Die Kompositionen im Collegium waren in ungefähr gleicher Häufigkeit deutsch- und lateinischsprachig, wie dies in der Oberlausitz auch für Kirchenmusik und weltliche Gesänge gewesen ist.
Auch Samuel Scheidt stand in persönlichen Kontakt mit dem Collegium. Seine musikalische Widmung Tabulatorbuch erfolgte am 22. April 1649.
Johann Rosenmüller widmete dem Collegium am 29. März 1654 seine Komposition Studenten-Music. Es war die erste bekannte rein instrumentalische im Collegium.
Es sind diese zwei Widmungen nicht an das Collegium Musicum gerichtet, sondern an den Görlitzer Rat. Weil dieser jeweils zum großen Teil aus Mitgliedern des Collegium Musicums zur Zeit Hammerschmidts Widmung bestand, zählte Gondolatsch die Personen zum Zeitpunkt der Widmungen Scheidts und Rosenmüllers zum Personenkreis um das Collegium Musicum hinzu. Trotz Gondolatschs Ankündigung „wir werden im folgenden sehen wie weit sich beide deckten“, trifft er schließlich nur die Aussage, dass der Rat im Jahr 1549, abgesehen von den Zunftvertretern, fast zur Hälfte aus den Personen bestand, denen Hammerschmidt zuvor persönlich Widmungen zukommen hatte lassen. Eine Differenzierung zwischen Ratsmitgliedern und Musikern fehlt aber aufgrund des Mangels an Quellen, worauf Gondolatsch hinwies.

## Mitglieder
Empfänger Hammerschmidts Widmungen (weltliche Oden oder Liebes-Gesänge; 3 Teile, 1642–1649)
- Johann Nitzsche, Wachtmeister[4]
- Georg Schön, Sohn des Kaufmanns Jacob Schön[5]
- Gregor Gneuß, Ältester der Kramer[5]
- Georg von Löben, Oberlausitzischer Landeshauptmann und Kursächsischer Rat[6]

Empfänger Hammerschmidts Widmung Dialogi oder Gespräche zwischen Gott und einer gläubigen Seelen (1645)
- Georg Endermann, Bürgermeister[7]
- Christian Alberti, Sohn des Syndikus Johann Alberti[8]

Collegium Musicum (Empfänger Hammerschmidts Widmung Motettae unius er duorum vocum, 28. Februar 1649)
- Johann Nitsche (siehe oben)
- Daniel Richter, Bürgermeister[9]
- Friedrich Ferber, Bürgermeister[10]
- Gregor Gobius, Bürgermeister[11]
- Paul Gregor Schön, Ratsherr und Stadtbediensteter[12]
- Nikolaus Ranisch, Ratsherr und Stadtbediensteter[13]
- Salomon Förster, Sohn des Bürgermeisters Franz Förster[13]
- Caspar Ender, Ratsherr und Stadtbediensteter[14]
- Christoph Krantz, Mitglied der Stadtverwaltung[14]
- Karl Förster, Bürgermeister, Bruder des Salomon Förster[15]
- Sebastian Schön, Advokat, Bruder des Paul Gregor Schön[16]

neue Ratsmitglieder zur Zeit Samuel Scheidts Widmung (Tabulatorbuch, 22. April 1649) an den Görlitzer Rat
- Valentin Gösich, Bürgermeister[17]
- Bartholomäus Gehler, Bürgermeister[18]
- Georg Sommer, Kaufmann, Schöffe und Stadtbediensteter[19]
- Johann Wendt, Bürgermeister[20]
- Elias Dietrich, Bürgermeister[21]
- Tobias Schnitter, Schöffe, Enkel des gleichnamigen Bürgermeisters[22]
- Gregor Schäffer, Schöffe[23]
- Christian Theophil der Jüngere, Ratsherr[24]
- Martin Langer, Ratsherr und Oberältester der Tuchmacher[24]
- Lorenz Storch, Ältester der Fleischer[24]
- Gregor Hillebrand, Ältester der Rotgerber[25]
- Tobias Küpper, Tuchmacher und Ratsherr[25]
- Joseph Bartsch, Ältester der Fleischer[25]
- Nikolaus Hoffmann, Ratsherr und Ältester der Rotgerber[26]

neue Ratsmitglieder zur Zeit Johann Rosenmüllers Widmung (Studenten-Music, 1654) an den Görlitzer Rat
- Jeremias Viktorin Zacher, Sohn des Markersdorfer Pastors Jeremias Zacher[27]
- Gottfried Neumann, Bürgermeister[28]